# Генрі Гросмонтський
Ге́нрі Гросмо́нтський (англ. Henry of Grosmont; бл. 1310 — 23 березня 1361) — англійський шляхтич, пер, полководець, дипломат. Перший герцог Ланкастерський (1351—1361). Граф Дербійський (1337–1361), Лінкольнський (1349—1361), Лестерський і Ланкастерський (1345—1361). Верховний стюард Англії (1345—1361), член Королівської ради. Господар Болінгброцького замку. Представник дому Плантагенетів. Народився в Гросмонті, Уельс. Син ланкастерського графа Генрі й Мод Чаворської. Служив при дворі англійського короля Едуарда III, був одним із його довірених осіб й полководців. Брав участь шотландській війні (1333), служив у Шотландських марках, був королівським лейтенантом в Шотландії (1336). За заслуги удостоєний титулу пера (1337). Згодом відзначився у Столітній війні на теренах Франції, здобув блискучу перемогу в битві при Обероше (1345), захопив Пуатьє (1347). Врятував життя принців Едуарда й Джона Гентського в битві при Вінчелсі (1350). Був одним із перших кавалерів Ордену підв'язки (1348). Нагороджений титулом герцога (1351). Фундував коледж Корпус-Крісті в Кембриджі (1352). Провід декілька місяців у хрестовому поході в Пруссії (1351—1352). Був одружений із Ізабелою Бомонтською (1337), яка народила доньок Мод і Бланку. Автор книги «Livre de seyntz medicines». Помер від чуми в Лестері, Англія. Похований у місцевій Церкві Внебовзяття. Через відсутність спадкоємців-синів його титули і володіння перейшли до зятя Джона Гентського, чоловіка Бланки. Згадується у творчості Шекспіра. Прізвисько — Гросмо́нтський (англ. of Grosmont, «уродженець Гросмонта»). Також — Генрі Ланкастерський (англ. Henry of Lancaster).

## Родина
Дружина (з 1337): Ізабела Бомонтська
Діти:
- Бланка (1342—1368)
- Матильда